# Erik Bobella
Erik „Tuna” Bobella − amerykański muzyk.
Od 1992 mieszka i pracuje w Polsce. W latach 2006–2007 był basistą w zespole punkrockowym KSU. Jest współzałożycielem zespołu Totentanz, którego był basistą do 2014.

## Dyskografia
Totentanz
- Nieból (2007[4])
- Zimny dom (2009[4])
- Live (2009[4])
- Inni (2011)